# Fairview (hameau)
Pour les articles homonymes, voir Fairview.
Fairview est un hameau (hamlet) du comté de Lethbridge, situé dans la province canadienne d'Alberta.